# ヒメウミツバメ

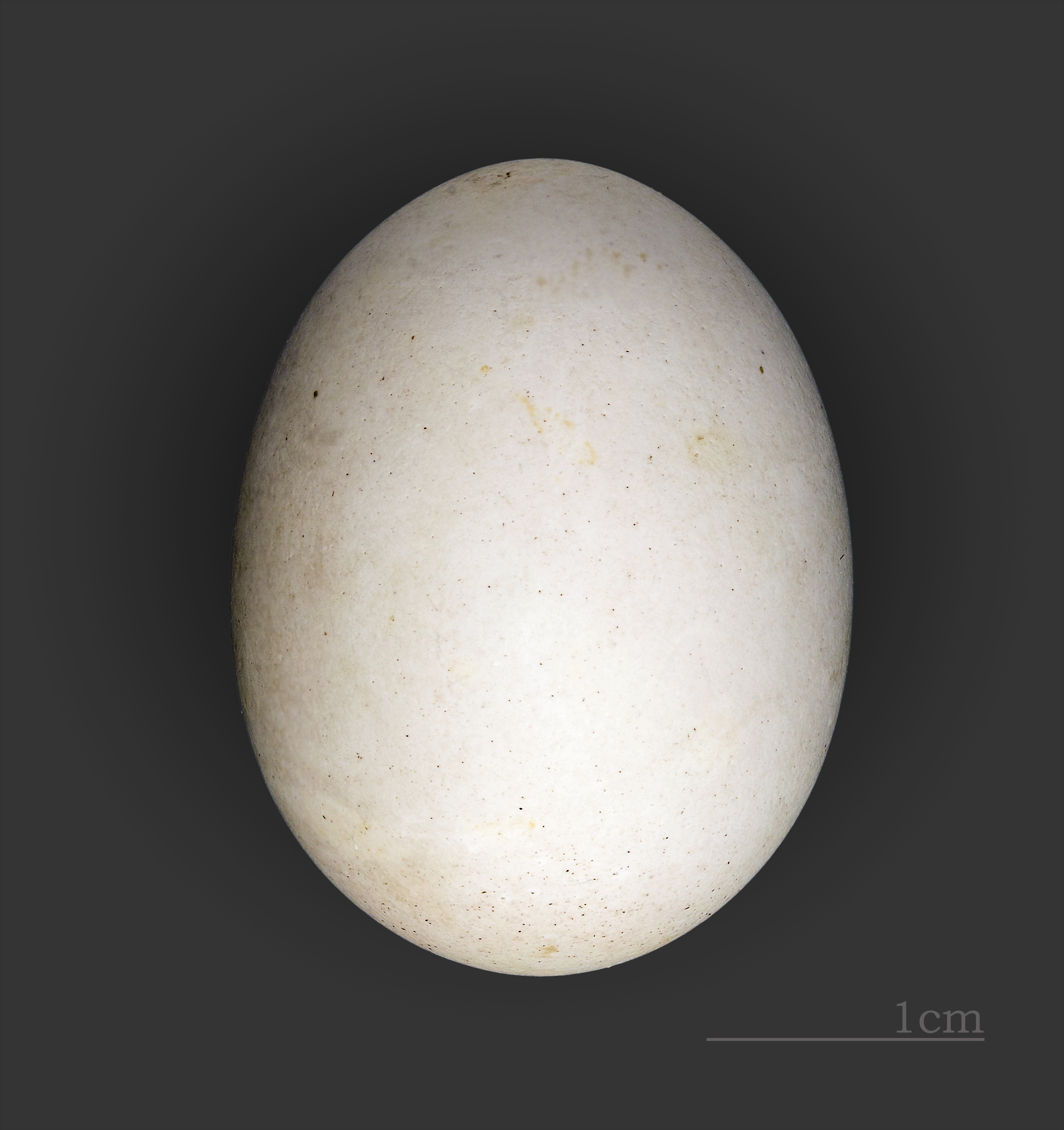
ヒメウミツバメ

ヒメウミツバメ（姫海燕、学名：Hydrobates pelagicus）は、ミズナギドリ目ウミツバメ科に分類される鳥類の一種。
本種一種のみで、ヒメウミツバメ属を形成する。